# Odontosoria gymnogrammoides
Odontosoria gymnogrammoides är en ormbunkeart som beskrevs av Christ. Odontosoria gymnogrammoides ingår i släktet Odontosoria och familjen Lindsaeaceae. Inga underarter finns listade.